# Luc Bouckaert
Luc René Willem Bouckaert (Niel, 1 augustus 1961) is een Belgisch politicus voor de CD&V. Hij werd burgemeester van Hemiksem.

## Biografie
Bouckaert werd actief bij de CVP begin jaren 90. Bij de lokale verkiezingen van 2000 werd hij een eerste maal verkozen op de CVP-kieslijst te Hemiksem. Bij de lokale verkiezingen van 2006 was hij lijsttrekker voor het Valentijnskartel CD&V-N-VA. Vervolgens werd hij in het schepencollege onder leiding van burgemeester Eddy De Herdt (sp.a) aangesteld als eerste schepen, hij was onder andere bevoegd voor openbare werken, ruimtelijke ordening, patrimonium en informatie en communicatie.
Bij de lokale verkiezingen van 2012 was Bouckaert opnieuw lijsttrekker, ditmaal voor een CD&V-kieslijst met daarop ook één kandidaat van Groen. Na deze verkiezingen werd hij aangesteld als burgemeester, hij leidde een coalitie van CD&V en sp.a. In 2018 was hij lijsttrekker van een kartellijst CD&V-Groen. Deze kartellijst won de verkiezingen en hij werd opnieuw burgemeester in een coalitie tussen CD&V-Groen en sp.a.
In 2019 werd Bouckaert benoemd tot ridder in de Orde van Leopold II.